# シースクア (ミサイル)
シースクア（英語: Sea Skua）は、イギリスのブリティッシュ・エアクラフト・コーポレーション（BAC; 現在のMBDA）社が開発した空対艦ミサイル。また、艦対艦型・地対艦型も派生している。

## 来歴
1970年より、BAC社はアグスタウェストランド リンクスなどのヘリコプターへの搭載に最適化された、軽量・廉価な対艦ミサイルの開発に着手した。1979年11月には、航空機からの誘導発射試験が開始され、これは1981年に完了した。
また、1988年には艦対艦ミサイル型として、シースクアSLが発表された。これは箱型キャニスターに収容したものであり、さらにこれをトラック上に架した地対艦ミサイル型もある。

## 設計
シースクアは、哨戒ヘリコプターに搭載されて高速戦闘艇を攻撃することを想定して設計されており、1234型小型ミサイル艦（ナヌチュカ型）などに搭載された4K33 オサーM（SA-N-4）個艦防空ミサイル・システムをアウトレンジできる有効射程が確保されている。
シースクアの特徴は、誘導方法としてセミアクティブ・レーダー・ホーミング（SARH）を用いている点にある。このことから、その射撃指揮を担当する機上レーダーとして、フェランティ社製・Xバンドのシースプレー・レーダーと組み合わされて、武器システムを構成している。まずレーダーを捜索モードで動作させて目標を探知したのち、目標追尾・照射モードに切り替えてこれを捕捉、発射するミサイルを選択して、巡航飛行高度を設定して発射する。
推進方式としては固体燃料ロケット・モーターが用いられており、2秒間の燃焼でミサイルに加速を与えるブースターと、その後の巡航航程を担当するサステナーがある。シースクアでは、両者が同時に点火されるという独特の設計が採用されている。後者は、2つの斜めに開いたベンチュリー・ノズルから噴射される。飛翔安定と制御は、尾部の4枚の固定フィンと、前部の電動式操舵翼面によって行われるが、固定フィンと操舵翼面は45度ずらして設置されている。なお、本機はシー・スキミング（超低空海面追随飛行）が可能な、いわゆるシースキマー型の対艦ミサイルであるが、高度制御は電波高度計によって行われる。発射後は、一端は中間高度で安定を取った後にシー・スキミング高度まで降下する。飛翔高度は5–100メートル (16–328 ft)とされている。

## 配備
シースクアは、1982年のフォークランド紛争で早速実戦投入された。5月2日、捜索救難活動中のアルゼンチン海軍の哨戒艇「アルフェレツ・ソブラル」に対して、42型駆逐艦「コヴェントリー」、「グラスゴー」搭載のリンクスが攻撃を行い、計4発のシースクアを発射して、3発を命中させて大破させた。なお、イギリス海軍はこの際に「コモドーレ・ソメレーラ」も攻撃・撃沈したと発表していたが、これは誤りであった。また、この他に、2隻の沈船（「リオ・カルカラーニャ」および「リオ・イグアス」）の残骸を破壊するためにさらに4発が発射されている。
また、1991年の湾岸戦争においても実戦投入された。1月29日には、カフジの戦闘と関連して、ファイラカ島付近で17隻の上陸用舟艇および護衛の高速戦闘艇・掃海艇をシースクア搭載のリンクスが要撃し、計2隻を撃沈して残りにも損害を負わせた。翌日にはポルノクヌイ型揚陸艦3隻とリュールセンTNC-45型ミサイル艇（クウェート海軍からの鹵獲艇）3隻、機雷敷設艇1隻による船団が同様に要撃されて、ミサイル艇を全滅させるとともに、揚陸艦と敷設艇1隻ずつにも損害をあたえた。
1993年までに1,088発のミサイルが生産されていた。1995年度時点での単価は316,600ドルであった。なお、2006年には誘導装置をアクティブ・レーダー・ホーミング（ARH）に変更したシースクアMk.2が発表され、さらに赤外線画像（IIR）誘導としたシースクアIRも計画されている。これらは、イギリス海軍において本機の後継となるFASGW-H（Future Anti-Surface Guided Weapon-Heavy）の要求仕様に合致したものとなっている。

### 採用国と搭載プラットフォーム
- オーストラリア海軍 - S-70B-2哨戒ヘリコプター
- バーレーン海軍 - 地対艦ミサイル型
- ブラジル海軍 - リンクスMk.21哨戒ヘリコプター
- ドイツ海軍 - リンクスMk.88哨戒ヘリコプター、シーキング哨戒ヘリコプター
- 大韓民国海軍 - スーパーリンクスMk.99哨戒ヘリコプター
- クウェート海軍 - ウム・アルマラディム級ミサイル艇（コンバタント-I型）
- トルコ海軍 - アグスタ-ベル 212ASW哨戒ヘリコプター
- イギリス海軍 - リンクスHAS.2/3, HMA.8哨戒ヘリコプター